# Eau Mère
Die Eau Mère ist ein Fluss in Frankreich, der im Département Puy-de-Dôme in der Region Auvergne-Rhône-Alpes verläuft. Sie entspringt in der Naturlandschaft Toscane d’Auvergne, beim Weiler Ladoux, im südlichen Gemeindegebiet von Aix-la-Fayette, entwässert in einer S-Kurve von Nordwest über Südwest nach Nordwest durch den Regionalen Naturpark Livradois-Forez und mündet nach rund 36 Kilometern im Gemeindegebiet von Parentignat als rechter Nebenfluss in den Allier.

## Flussbezeichnung
Der Fluss ändert in seinem Verlauf mehrfach seinen Namen:
- Ruisseau des Bordes im Oberlauf,
- Astrou im Mittelteil und
- Eau Mère im Unterlauf.

## Orte am Fluss
(Reihenfolge in Fließrichtung)
- Aix-la-Fayette
- Condat-lès-Montboissier
- Saint-Quentin-sur-Sauxillanges
- Sauxillanges
- Usson
- Saint-Jean-en-Val
- Saint-Rémy-de-Chargnat
- Varennes-sur-Usson
- Parentignat